# نورمان باول (منتج تلفزيوني)
نورمان باول (بالإنجليزية: Norman Powell)‏ هو منتج تلفزيوني أمريكي، ولد في 2 نوفمبر 1935 في لوس أنجلوس في الولايات المتحدة.

## وصلات خارجية
- نورمان باول على موقع IMDb (الإنجليزية)
- نورمان باول على موقع قاعدة بيانات الفيلم (الإنجليزية)